# Alfredo Omar Tena
Alfredo Omar Tena Salamano (ur. 28 kwietnia 1985 w mieście Meksyk) – meksykański piłkarz występujący najczęściej na pozycji środkowego obrońcy lub pomocnika, obecnie zawodnik Amériki.
Syn Alfredo Teny i bratanek Luisa Fernando Teny, innych piłkarzy.